# Grigori Voitinski
Grigori Naumovich Voitinski (en rus: Григорий Наумович Войтинский; 17 d'abril de 1893 - 11 de juny de 1953) va ser un funcionari soviètic de la Komintern. Va ser enviat a la Xina el 1920 com a assessor per contactar amb els principals comunistes xinesos com Chen Duxiu, just abans de la formació del Partit Comunista Xinès (PCX). El procés de formació del PCX es pot atribuir, en gran manera, a la seva influència, així com la política d'aliances amb el Guomindang.

## Biografia
Va néixer el 17 d'abril de 1893 a Nével en una família jueva russa. El 1918 es va unir al Partit Bolxevic. Va participar activament al Front de l'Extrem Orient durant la Guerra Civil Russa.
El 1920, la Unió Soviètica va establir l'Oficina de l'Extrem Orient a Sibèria, una branca de la Tercera Internacional Comunista, o Komintern. Així, va esdevenir el responsable directe d'acompanyar l'establiment d'un partit comunista a la Xina i a altres països de l'Extrem Orient. Poc després de la seva creació, el subdirector de l'oficina, Voitinski, va arribar a Pequín i va contactar amb el líder comunista Li Dazhao, que va organitzar-li una reunió amb Chen Duxiu a Xangai. L'agost de 1920, Voitinski, Chen Duxiu, Li Hanjun, Shen Xuanlu, Yu Xiusong, Shi Cuntong i altres van fundar la branca xinesa del Komintern.
Va treballar com a representant de la Komintern fins al 1926. Després va treballar pel govern d'Irkutsk fins al 1929, quan es va traslladar a Moscou, on va treballar en diverses institucions orientalistes. El 1934 va esdevenir professor de la Universitat Estatal de Moscou. És considerat un dels fundadors de la sinologia soviètica. Va escriure diversos llibres sobre la política contemporània de la Xina.